# Komenda Rejonu Uzupełnień Jarocin

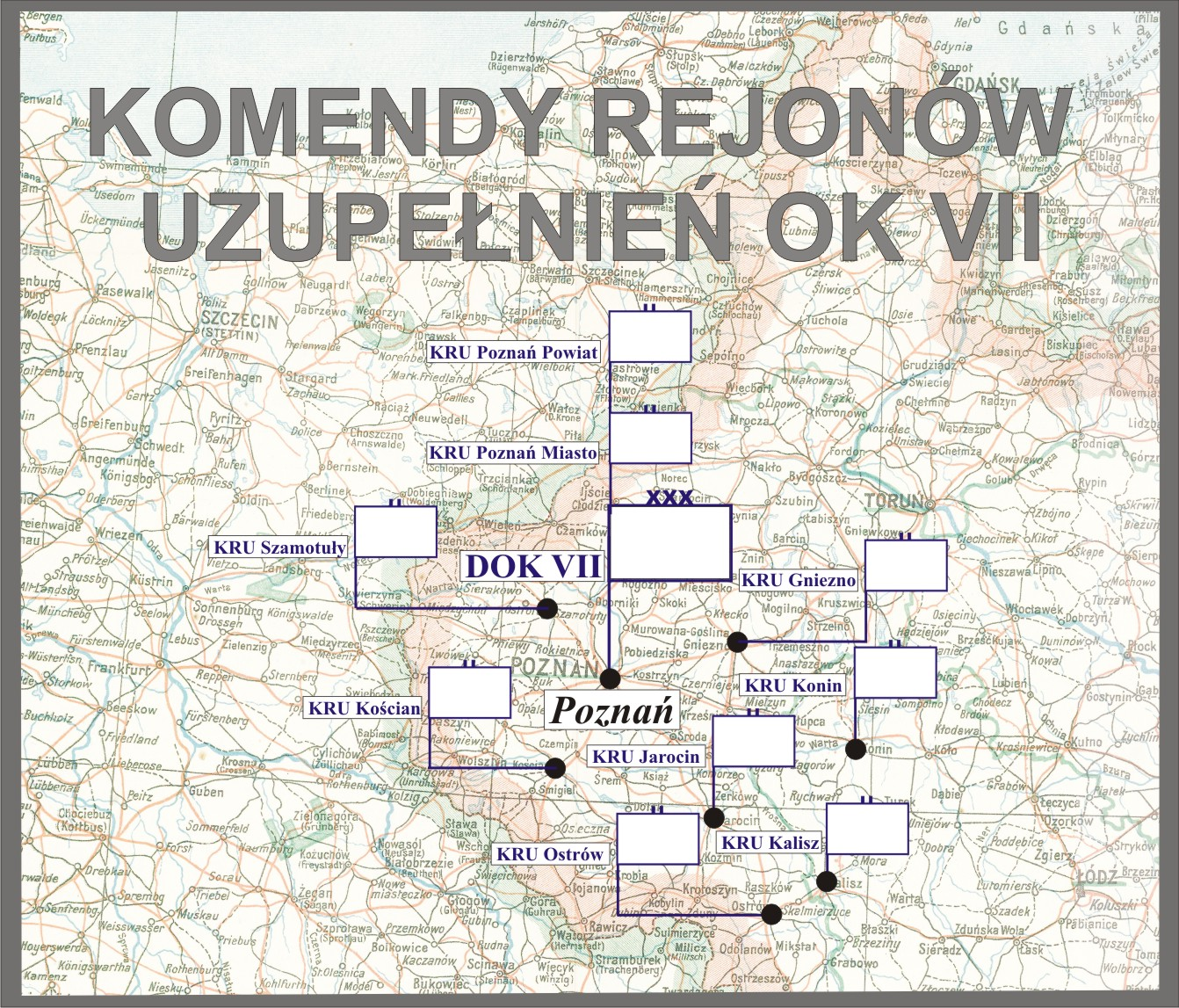
Komendy rejonów uzupełnień DOK VII

Komenda Rejonu Uzupełnień Jarocin (KRU Jarocin) – organ wojskowy właściwy w sprawach uzupełnień Sił Zbrojnych II Rzeczypospolitej i administracji rezerw w powierzonym mu rejonie.

## Historia komendy
Z dniem 15 listopada 1921 roku, po wprowadzeniu podziału kraju na dziesięć okręgów korpusów i wprowadzeniu pokojowej organizacji służby poborowej, na obszarze Okręgu Korpusu Nr VII została utworzona Powiatowa Komenda Uzupełnień Jarocin, która obejmowała swoją właściwością powiaty: jarociński, pleszewski, średzki i śremski. Powiaty jarociński i pleszewski zostały wyłączone z PKU Ostrów, natomiast powiaty średzki i śremski z PKU Śrem.
18 listopada 1924 roku weszła w życie ustawa z dnia 23 maja 1924 roku o powszechnym obowiązku służby wojskowej, a 15 kwietnia 1925 roku rozporządzenie wykonawcze ministra spraw wojskowych do tejże ustawy, wydane 21 marca tego roku wspólnie z ministrami: spraw wewnętrznych, zagranicznych, sprawiedliwości, skarbu, kolei, wyznań religijnych i oświecenia publicznego, rolnictwa i dóbr państwowych oraz przemysłu i handlu. Wydanie obu aktów prawnych wiązało się z przejęciem przez władze cywilne (administracji I instancji) większości zadań związanych z przygotowaniem i przeprowadzeniem poboru. Przekazanie większości zadań władzom cywilnym umożliwiło organom służby poborowej zajęcie się wyłącznie racjonalnym rozdziałem rekruta oraz ewidencją i administracją rezerw. Do tych zadań dostosowana została organizacja wewnętrzna powiatowych komend uzupełnień i ich składy osobowe. Poszczególne komendy różniły się między sobą składem osobowym w zależności od wielkości administrowanego terenu.
Zadania i nowa organizacja PKU określone zostały w wydanej 27 maja 1925 roku instrukcji organizacyjnej służby poborowej na stopie pokojowej. W skład PKU Jarocin wchodziły trzy referaty: I) referat administracji rezerw, II) referat poborowy i referat inwalidzki. Nowa organizacja i obsada służby poborowej na stopie pokojowej według stanów osobowych L. O. I. Szt. Gen. 3477/Org. 25 została ogłoszona 4 lutego 1926 roku. Z tą chwilą zniesione zostały stanowiska oficerów ewidencyjnych.
12 marca 1926 roku została ogłoszona obsada personalna Przysposobienia Wojskowego, zatwierdzona rozkazem Dep. I L. 6000/26 przez pełniącego obowiązki szefa Sztabu Generalnego gen. dyw. Edmunda Kesslera, w imieniu ministra spraw wojskowych. Zgodnie z nową organizacją pokojową Przysposobienia Wojskowego zostały zlikwidowane stanowiska oficerów instrukcyjnych przy PKU, a w ich miejsce utworzone rozkazem Oddz. I Szt. Gen. L. 7600/Org. 25 stanowiska oficerów przysposobienia wojskowego w pułkach piechoty.
Od 1926 roku, obok ustawy o powszechnym obowiązku służby wojskowej i rozporządzeń wykonawczych do niej, działalność PKU Jarocin normowała „Tymczasowa instrukcja służbowa dla PKU”, wprowadzona do użytku rozkazem MSWojsk. Dep. Piech. L. 100/26 Pob.
Z dniem 10 stycznia 1927 roku, w związku z likwidacją PKU Gostyń, minister spraw wojskowych dokonał zmian w podziale terytorialnym Okręgu Korpusu Nr VII. W ramach tych zmian do PKU Jarocin zostały przyłączone powiaty: gostyński, koźmiński, krotoszyński i rawicki, którymi dotychczas administrowała PKU Gostyń. Powiat średzki i śremski zostały wyłączone z PKU Jarocin i przyłączone odpowiednio do PKU Gniezno i PKU Kościan.
W marcu 1930 roku PKU Jarocin była nadal podporządkowana Dowództwu Okręgu Korpusu Nr VII w Poznaniu i administrowała powiatami: gostyńskim, jarocińskim, krotoszyńskim, koźmińskim, pleszewskim i rawickim. W grudniu tego roku komenda posiadała skład osobowy typ III.
31 lipca 1931 roku gen. dyw. Kazimierz Fabrycy, w zastępstwie ministra spraw wojskowych, rozkazem B. Og. Org. 4031 Org. wprowadził zmiany w organizacji służby poborowej na stopie pokojowej. Zmiany te polegały między innymi na zamianie stanowisk oficerów administracji w PKU na stanowiska oficerów broni (piechoty) oraz zmniejszeniu składu osobowego PKU typ I–IV o jednego oficera i zwiększeniu o jednego urzędnika II kategorii. Liczba szeregowych zawodowych i niezawodowych oraz urzędników III kategorii i niższych funkcjonariuszy pozostała bez zmian.
Z dniem 1 kwietnia 1932 roku zostały zniesione powiaty: koźmiński i pleszewski w województwie poznańskim.
1 lipca 1938 roku weszła w życie nowa organizacja służby uzupełnień, zgodnie z którą dotychczasowa PKU Jarocin została przemianowana na Komendę Rejonu Uzupełnień Jarocin przy czym nazwa ta zaczęła obowiązywać 1 września 1938 roku, z chwilą wejścia w życie ustawy z dnia 9 kwietnia 1938 roku o powszechnym obowiązku wojskowym. Obok wspomnianej ustawy i rozporządzeń wykonawczych do niej, działalność KRU Jarocin normowały przepisy służbowe MSWojsk. D.D.O. L. 500/Org. Tjn. Organizacja służby uzupełnień na stopie pokojowej z 13 czerwca 1938 roku. Zgodnie z tymi przepisami komenda rejonu uzupełnień była organem wykonawczym służby uzupełnień .
Komendant rejonu uzupełnień w sprawach dotyczących uzupełnień Sił Zbrojnych i administracji rezerw podlegał bezpośrednio dowódcy Okręgu Korpusu Nr VII, który był okręgowym organem kierowniczym służby uzupełnień. Rejon uzupełnień nie uległ zmianie i nadal obejmował powiaty: gostyński, jarociński, krotoszyński i rawicki.

## Obsada personalna
Poniżej przedstawiono wykaz oficerów zajmujących stanowisko komendanta Powiatowej Komendy Uzupełnień i komendanta rejonu uzupełnień oraz wykaz osób funkcyjnych (oficerów i urzędników wojskowych) pełniących służbę w PKU i KRU Jarocin, z uwzględnieniem najważniejszych zmian organizacyjnych przeprowadzonych w 1926 i 1938 roku.
Komendanci
- ppor. Tadeusz Sokolnicki (od 19 I 1920[24])
- mjr / ppłk piech. Jan Namysł (1923[4] – 31 XII 1928 → stan spoczynku[25])
- ppłk dypl. piech. Józef Antoni Papeć (III 1929[26] – I 1930 → dyspozycja dowódcy OK VII[27])
- ppłk piech. Ludwik Eugeniusz Stankiewicz (III 1930 → III 1932 → komendant PKU Gniezno[28])
- ppłk dypl. piech. Jan Rudolf Gabryś (1 IV 1932[29] – XI 1933 → kierownik Okręgowego Urzędu WF i PW DOK IV[30])
- ppłk piech. Wincenty Rusiecki (IV 1934[31] – ? → komendant PKU Poznań Powiat)
- mjr piech. Rafał Sołtan (1939[32], †1940 Katyń[33])

Obsada pozostałych stanowisk funkcyjnych PKU w latach 1921–1925
- I referent
  - kpt. piech. Stanisław Kincel (do 10 V 1923[35] → I referent PKU Poznań Miasto)
  - kpt. piech. Marian Stępkowski (10 V 1923[35] – VIII 1924 → PKU Krzemieniec[36])
  - kpt. kanc. Stanisław I Zarzycki (od VIII 1924[36])
- II referent
  - por. piech. Leon Antoni Nowaczkiewicz (do 10 V 1923[35] → II referent PKU Poznań Powiat)
  - urzędnik wojsk. XI rangi / por. kanc. Tomasz Juźwiak (od 10 V 1923)
- referent inwalidzki – kpt. piech. Teodor Jesipowicz (III 1925[37] – II 1926 → referent inwalidzki)
- oficer instrukcyjny
  - por. piech. Władysław Małecki (1923)
  - por. piech. Karol Falkowski (od X 1924[38])
- oficer ewidencyjny na powiat jarociński
  - urzędnik wojsk. XI rangi Tomasz Juźwiak (do 10 V 1923[39][40] → II referent)
  - por. piech. Teodor Jesipowicz (od 1 VIII 1923[41])
  - urzędnik wojsk. X rangi Bolesław Świderski (I[42] – II 1924[43] → referent inwalidzki PKU Nowy Sącz)
  - kpt. piech. Teodor Jesipowicz (do III 1925 → referent inwalidzki)
- oficer ewidencyjny na powiat śremski
  - por. / kpt. piech. Józef Oskres (1 VIII 1923[44] – II 1925[45] → 53 pp)
  - chor. Czesław Kamieński[a] (od IV 1925[46])
- oficer ewidencyjny na powiat średzki
  - urzędnik wojsk. XI rangi Józef Trytko (1[47] – 23 VI 1923[48] → oficer inspekcyjny Wojskowego Więzienia Śledczego Nr IV)
  - ppor. rez. piech. Józef Jastrzębski (od VII 1923[49])
- oficer ewidencyjny na powiat pleszewski – por. kanc. Antoni Artymiak (od III 1924[50])

Obsada pozostałych stanowisk funkcyjnych PKU w latach 1926–1938
- kierownik I referatu administracji rezerw i zastępca komendanta
  - kpt. adm. (gosp.) Antoni Degórski[b] (II 1926 – VI 1930[55] → kierownik I referatu PKU Poznań Miasto)
  - kpt. piech. Władysław I Piątkowski[c] (od IX 1930[61], był w VI 1935)
- kierownik II referatu poborowego
  - por. piech. Józef II Jastrzębski (II 1926 – VII 1927[62] → referent PKU Żywiec)
  - por. tab. Antoni Maciejewski (od XI 1928[63])
  - kpt. piech. Jan Bortko[d] (IX 1930[66] – †16 IV 1931 w Poznaniu[67])
  - kpt. piech. Stanisław I Trojan (VIII 1931[68] – VIII 1935 → komendant KRU Siedlce)
  - kpt. piech. Józef Marian Osika (30 IV 1936 – VI 1938 → kierownik II referatu KRU)
- referent
  - por. kanc. Tomasz Juźwiak[e] (od II 1926)
  - por. adm. (san.) Stanisław Jundziłło-Zalfresso (był w 1928, do XII 1929[70] → kierownik II referatu PKU Inowrocław)
  - kpt. piech. Jan Bortko (XII 1929[71] – IX 1930 → kierownik II referatu)
- referent inwalidzki – kpt. piech. Teodor Jesipowicz[f] (II 1926 – IV 1929)

Obsada pozostałych stanowisk funkcyjnych KRU w latach 1938–1939
- kierownik I referatu ewidencji – por. piech. Erazm Graziewicz †1940 Katyń[73]
- kierownik II referatu uzupełnień – kpt. adm. (piech.) Józef Marian Osika †1940 Katyń[74]